# 아스투리아스 공 알폰소
알폰소 데 보르본 이 바텐베르그(스페인어: Alfonso de Borbón y Battenberg, 본명: 알폰소 피오 크리스티노 에두아르도 프란시스코 기예르모 카를로스 엔리케 에우헤니오 페르난도 안토니오 베난시오(Alfonso Pío Cristino Eduardo Francisco Guillermo Carlos Enrique Eugenio Fernando Antonio Venancio), 1907년 5월 10일 ~ 1938년 9월 6일)는 스페인의 왕족이다.
스페인 마드리드에 위치한 마드리드 왕궁에서 스페인의 알폰소 13세 국왕과 바텐베르크의 빅토리아 에우헤니아 왕비의 장남으로 태어났다. 그는 태어나자마자 스페인의 왕위 계승자에 해당하는 직위인 아스투리아스 공 칭호를 받았으나 증조할머니인 영국의 빅토리아 여왕이 갖고 있던 혈우병으로 인해 병약하였다.
1931년 스페인 제2공화국이 수립되면서 가족들과 함께 해외로 망명했다. 1933년 6월 21일에는 스위스 로잔에 위치한 휴양지인 우시(Ouchy)에서 쿠바 출신의 평민인 코바동가 백작부인 에델미라와 귀천상혼을 하면서 명목상 아스투리아스 공 칭호를 반납했다. 명목상 아스투리아스 공 칭호는 바르셀로나 백작 인판테 후안이 승계받았다.
1937년 5월 8일에 에델미라와 자녀 없이 이혼했다. 1937년 7월 3일에는 쿠바 아바나에서 로카포르트알투사라의 마리아와 재혼했으나 자녀는 없었다. 1938년 9월 6일 미국 플로리다주 마이애미에서 일어난 교통 사고로 인해 사망했다. 그의 시신은 원래 마이애미에 위치한 우드론 공원 묘역에 안치되어 있었지만 1985년 스페인 산로렌소데엘에스코리알에 위치한 엘에스코리알로 이장되었다.